# Titularbistum Girus
Girus (ital.: Giro) ist ein Titularbistum der römisch-katholischen Kirche.
Es geht zurück auf einen untergegangenen Bischofssitz in der gleichnamigen antiken Stadt, die in der römischen Provinz Numidien lag und der im 7. Jahrhundert mit der islamischen Expansion unterging.
| Titularbischöfe von Girus | Titularbischöfe von Girus | Titularbischöfe von Girus                                     | Titularbischöfe von Girus | Titularbischöfe von Girus |
| Nr.                       | Name                      | Amt                                                           | von                       | bis                       |
| ------------------------- | ------------------------- | ------------------------------------------------------------- | ------------------------- | ------------------------- |
| 1                         | Louis Prosper Durand OFM  | emeritierter Bischof von Yentai (Volksrepublik China)         | 20. Januar 1950           | 7. August 1972            |
| 2                         | Ireneo A. Amantillo CSsR  | Weihbischof in Cagayan de Oro (Philippinen)                   | 2. Januar 1976            | 6. September 1978         |
| 3                         | Diosdado Aenlle Talamayan | Weihbischof in Tuguegarao (Philippinen)                       | 20. Oktober 1983          | 31. Januar 1986           |
| 4                         | Camilo Diaz Gregorio      | Weihbischof in Cebu (Philippinen)                             | 12. Januar 1987           | 20. Mai 1989              |
| 5                         | Julián García Centeno OSA | Weihbischof in Iquitos Apostolischer Vikar von Iquitos (Peru) | 12. Januar 1987           |                           |